# Cannibal Corpse
A Cannibal Corpse egy amerikai  brutal death metal együttes, mely a New York állambeli Buffalo városában alakult 1988-ban. Jelenlegi székhelyük a floridai Tampában található. Pályafutásuk során tizenhat stúdióalbumot, két koncertalbumot, két gyűjteményes box szettet és négy DVD felvételt adtak ki. Kereskedelmi szempontból az egyik legsikeresebb death metal együttesnek számítanak, annak ellenére, hogy sem a rádiókban sem a nagy nézettségű zenei TV csatornákon nem lehet találkozni a dalaikkal. Egy 2015-ös felmérés szerint világszerte több, mint 2 millió nagylemezt adtak el, melyből az Amerikai Egyesült Államokban 558929 darab talált gazdára. 2021 áprilisában a Cannibal Corpse minden idők legjobb "első heti" eladásait és első Top 10-es helyezését érte el a Billboard Top Album Sales Charton, mivel a Violence Unimagined albumuk 14 000 eladott példánnyal a 6. helyre került. Lemezeiket a Metal Blade Records adja ki.
A zenekar olyan témákat dolgoz fel dalaiban, mint a vérengzés, mazochizmus, kínzás, élőholtak, gyilkosság és halál valamint az embergyűlölet. Emiatt több helyen is betiltották koncertjeiket, főleg Németországban, lemezeiket pedig éveken át cenzúrázták erőszakos megjelenésük/dalszövegük miatt. Horrorfilmekből és -regényekből merítenek inspirációt, illetve olyan zenekaroktól, mint Slayer, Obituary, Kreator, Autopsy.

## Történet
A Cannibal Corpse-ot a New York állambeli Buffaloban alapította Chris Barnes énekes, Alex Webster basszusgitáros, Jack Owen gitáros, Bob Rusay gitáros és Paul Mazurkiewicz dobos. A demólemezük kiadása után szerződtették őket a Metal Blade Records-hoz, majd megjelent a debütáló albumuk Eaten Back to Life címen.
További két albumot adtak ki Butchered at Birth és Tomb of the Mutilated címen, majd Bob Rusay gitárost felváltotta Rob Barrett, ezt követően pedig kiadták a Hammer Smashed Face névre keresztelt EP-t, aminek címadó dala azóta klasszikussá nőtte ki magát.
A The Bleeding kiadását követően a zenekar frontembere, Chris Barnes ki lett utasítva a zenekarból nézeteltérések miatt. A vokálos posztját a ma már emblematikusnak számító George "Corpsegrinder" Fisher töltötte be. Az 1996-ban kiadott Vile album remek visszhangot kapott, és ez volt az első death metal album ami felkerült a Billboard toplistára (#122).[forrás?]
A 2004-es The Wretched Spawn kiadása után Jack Owen kilépett az együttesből, hogy a többi projektjével foglalkozzon, az akkor aktuális turnén pedig Jeremy Turner töltötte be a helyét. Ezt követően a Malevolent Creation/Hate Plow/Solstice gitárosa, Rob Barrett lépett be a zenekarba, aki korábban már részt vett két Cannibal Corpse lemez elkészítésében (The Bleeding, Vile).
2006-ban a Cannibal Corpse kiadta a Hate Eternal frontemberével, Erik Rutannal a tizedik lemezét, a Kill-t.
A zenekar eddigi történetét rögzítő, számos kulisszatitkát felfedő, rengeteg koncertfelvételét tartalmazó, valamint húszéves születésnapját kikiáltó DVD 2008-ban jött ki Centuries of Torment: The First 20 Years néven.
2009 februárjában megjelent az Evisceration Plague, az együttes 11. nagylemeze. A folytatás 2012 márciusában jelent meg Torture címmel, majd újra masszív turnéra indult a zenekar.
2014 februárjában a Cannibal Corpse kijelentette, hogy új albumot készítenek, az A Skeletal Domaint. Az albumról a "Sadistic Enbodiment" kislemez júliusban jelent meg. Az A Skeletal Domain 2014. szeptember 16-án jelent meg.
2017. november 3-án megjelent a Cannibal Corpse tizennegyedik stúdióalbuma, a "Red Before Black".

## Tagok
| Jelenlegi tagok - Paul Mazurkiewicz – dob (1988–) - Alex Webster – basszusgitár (1988–) - Rob Barrett – ritmusgitár (1993–1997, 2005–) - George „Corpsegrinder” Fisher – ének (1995–) - Erik Rutan – szólógitár (2021-) | Korábbi tagok - Chris Barnes – ének (1988–1995) - Jack Owen – gitár (1988–2004) - Pat O’Brien – szólógitár (1997–2021) - Bob Rusay – gitár (1988–1993) | Koncerttagok - Jeremy Turner – gitár (2004–2005) |

## Diszkográfia

### Nagylemezek
- Eaten Back to Life (1990)
- Butchered at Birth (1991)
- Tomb of the Mutilated (1992)
- The Bleeding (1994)
- Vile (1996)
- Gallery of Suicide (1998)
- Bloodthirst (1999)
- Gore Obsessed (2002)
- The Wretched Spawn (2004)
- Kill (2006)
- Evisceration Plague (2009)
- Torture (2012)
- A Skeletal Domain (2014)
- Red Before Black (2017)
- Violence Unimagined (2021)[9]
- Chaos Horrific (2023)

### Kislemezek
- Hammer Smashed Face (1993)
- Worm Infested (2003)

### Koncertlemezek
- Live Cannibalism (2000)